# القيم الكندية
قالب:Culture of Canada sidebar

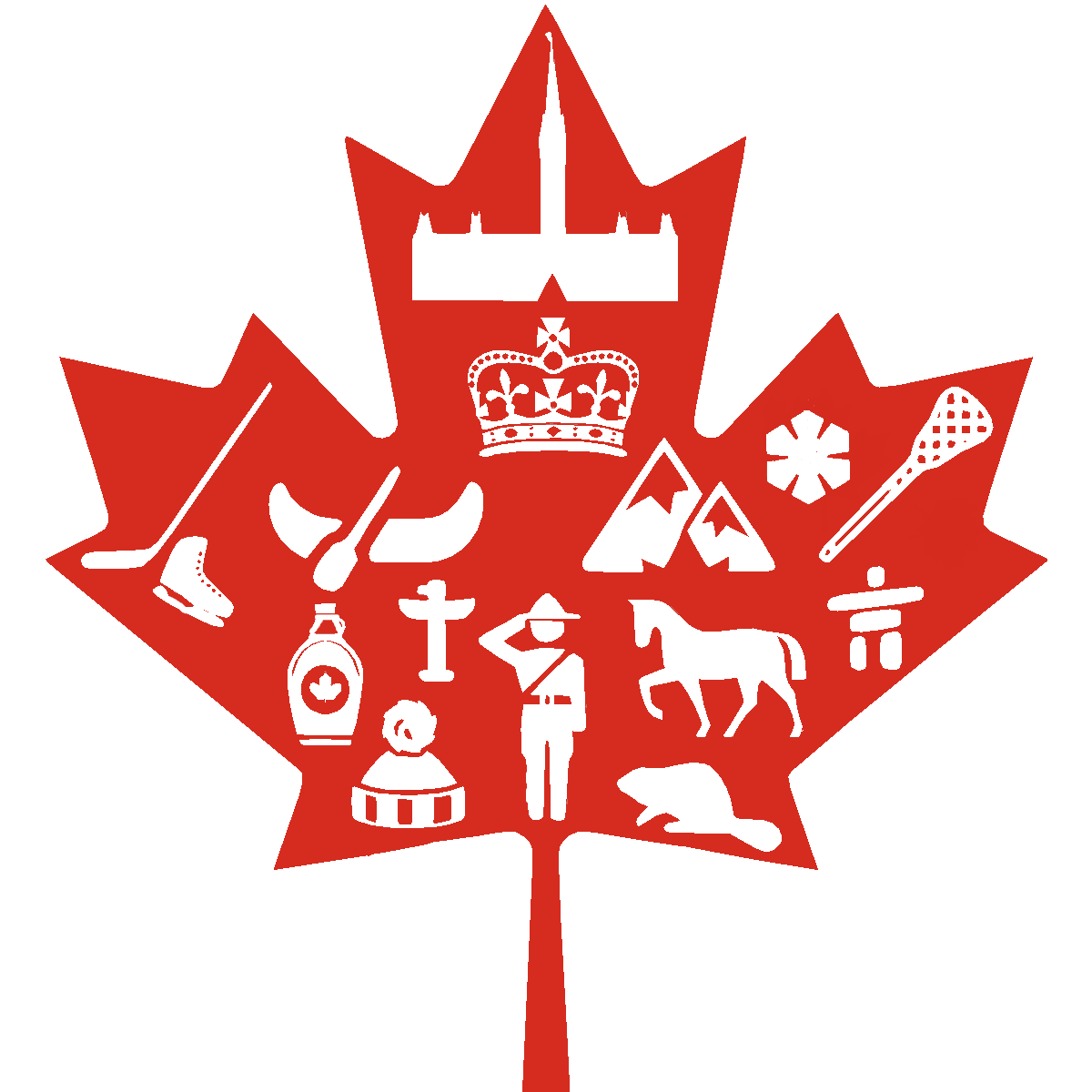

القيم الكندية هي القيم الأخلاقية والإنسانية المشتركة للكنديين. وقد أودت الأحزاب السياسية بشكل واضح إلى التمسك بتلك القيم مع تحديد استخدام العموميات منها. حاول جستن ترودو بعد توليه مهام منصب رئيس الوزراء في عام 2015 لتحديد ماذا يعني أن تكون كندياً قائلا ان كندا تفتقر لهوية اساسيه ولكن لديها قيم مشتركة.
لا يوجد هناك حرية أساسية ولا تيار رئيسي في كندا لكن هناك قيم مشتركة كالانفتاح والاحترام والرحمة والاستعداد للعمل بجد ويكون هناك لبعضها البعض للبحث عن المساواة والعدالة؛ فتلك الصفات تجعلنا أول دولة بوستاناشونل. وقد حاول العديد من العلماء لتحديد وقياس ومقارنة مع البلدان الأخرى حيث ان بايرو وآخرون يقولون ان المسائل المتعلقه بالطابع الوطني والثقافة الإقليمية كانت منذ وقت طويل من اهتمام علماء الاجتماع الكندية والأمريكية وان الادب الكندي قد ركز إلى حد كبير على أسباب تاريخيه وهيكلية للتميز الإقليمي وان الدور المحتمل للنزعه الإقليمية في تفويض وطنية حقيقية للطابع الكندي ومع ذلك هنالك أيضا النقاد الذين يقولون ان هذه مهمة مستحيلة من الناحية العملية.
المقارنات الدولية:
عندما بدأ بايرو دراسته لكندا في أواخر الأربعينات تولت أمريكا عالم الاجتماع سمور مارتن ليبيست القيم الكندية الأمريكية والتي كانت متطابقة تقريبا ومع المزيد من العمل الذي أدى به إلى اكتشاف الفروق حيث اختتم بها عام 1968.
ان القيم الكندية تقع بالقرب من بريطانيا والولايات المتحدة حيث انها تكاد تكون متطابقة مع تلك القيم للولايات المتحدة كمان كان يفترض. وقد عرض ليبسيت بعض النظريات التي تختلف بين المجتمعين مع سبب اختلافها. حيث ان حفزت العديد من المنح الدراسية سائر العلماء لتقديم تفسيراتهم الخاصة وانتقادهم له ونتيجة لذلك كانت العديد من الدراسات الأكاديمية تقارن القيم الكندية والمعتقدات مع تلك التي للولايات المتحدة وغالبا تمت إضافة بلدان الأخرى. وقد شرح ليبيست منهجية العلوم الاجتماعية حيث قال ان استنتاجاتِ هي ان الاختلافات بين أمريكا الشماليه والبيئات الاجتماعية والجغرافية أدت إلى ظهور شعبين يختلفان في نواحٍ هامة على الرغم من أن قد أكدت مرارا وتكرارا ان التشابه بينهم أكثر من الاختلاف لا سيما بالمقارنة مع دول أخرى.
وأن حجتي المنهجية الرئيسية تركز على كندا وذلك من أجل التعرف على الولايات المتحده على وجه التحديد وأن الدولتين لديهم الكثير من الأشياء المشتركة مع التركيز على اختلافات الصغيره بين البلدان التي يمكن أن تكون أكثر فائدة لفهم الأثار الثقافية أكبر بين الأمم المتشابهة كثيراً. فيسمح لأول مره بعقد العديد من المتغيرات ثابتة التي لديها وحدات مشتركة.
حيث قدم ليبسيت سجل يحتوي على القيم سياسية واقتصادية عالية للولايات المتحدة مقارنه مع كندا حيث كانت منخفضة والتي تشمل النزعة الفردية والقدرة التنافسية وروح المبادرة والمجازفة عالية وأخلاقيات مثالية والميل إلى الحروب صليبية وسياسية والنزاعات شعوبية وانشاء النخب التي تميل للدول القومية والتعصب لعدم مطابقة الايدولوجية.
الأصول التاريخية: الثورة والثورة المضادة.
يقول ليبست ان العديد من الكتاب الذين يسعون إلى حساب قيمة اختلافات بين الولايات المتحدة وكندا فهم يشيرون انهم ينحدرون إلى حد كبير من الأصول الثورية للولايات المتحدة والتاريخ المعاكس للثورة في كندا وان المهاجرون الموالون من الثورة الأمريكية وما تلاه من مخاوف متكررة من كندا من تعدي الولايات المتحدة التي عززت إضفاء الطابع المؤسسي لمناهضة الثورة والمحافظة على القيم
يقول المؤرخ الكندي آرثر آر إم لوور:
في موطنها البري الجديد وجانبها الجديد في أمريكا الشمالية البريطانية، قام «الاستعمار» بمحاولة ثانية لتركيب نسخة أمريكية من الصرح الاجتماعي الإنجليزي على الأرض الأمريكية. من وجهة نظر واحدة هذا هو الشيء الأكثر أهمية في الحركة الموالية. فقد سحبت مفهوم الحياة من الجنوب وانتقلت إلى الشمال وأعطته فرصة ثانية.
العوامل الدينية:
والتي ممكن ان تكون المعتقدات والسلوكات الدينية مصدرا مرشحا للبحث عن القيم المختلفه حيث بحث ليبسيت إلى ان الدين هو أحد الأسباب للتمييز والمقارنة بالولايات المتحدة. وقد قال:
ان أمريكا ما زالت تحت تأثير قوي من الطوائف البروتستانتية. وجارتها الشمالية تلتزم الكنيستان الكاثوليكية والانغليكانية وطائفة بروتستانتية مسكونية (الكنيسة الكندية المتحدة) الذي تم نقله بعيداً عن الطائفية أصول الوحدات المكونة لها اتجاه القيم المجتمعية تشورتشليكي.و أن الغالبية العظمى من الكنديين (سبعة وثمانين بالمئة) ينتمي إلى هذه الطوائف الرئيسية الثلاثة. الإنجيليين المحافظين- وهم مجموعات من المعمدانيين والناصريين والخمسينيون والسبتيين، والتي تشكل سوى سبعة في المائة من الكنديين... ومن الواضح أن التقاليد الدينية المختلفة في البلدين تساعد على تفسير الكثير من سلوكهم العلمانية متفاوتة والمعتقد.
واتفق هوفر ورايمر ومستجدات ليبسيت مع عدد كبير من الدراسات الاستقصائية لإحصاءات الأخيرة، مشيراً إلى أن تم تضييق الخلافات منذ عام 1990، خصوصا في مقاطعات البراري ويؤكدون أن في أوائل القرن الحادي والعشرين 87 في المائة من الكنديين ينتمون إلى الكنائس التعاونية، في حين أن 20% من أميركيين كانوا من المعمدانيين وكثيرون أكثر الإنجيليين والأصوليين أو أعضاء الديانات الجديدة الذين يميلون إلى التصرف بطريقة أكثر طائفية؛ ويقولون، قد قدمت هذه العناصر، مستوى أعلى من المحافظة الدينية والسياسية والتعصب في الولايات المتحدة.
النهج الإقليمي:
يجادل باير غراب وجونستون بأن:
نمط الثقافات الإقليمية ليس لها تأثير كبير لتحديد الحدود الوطنية الفاصلة بين كندا والولايات المتحدة. وقد صرح ذلك... مع بعض الاستثناءات القليلة، أن خريطة الثقافات الإقليمية والتي تشمل ثلاثة أجزاء رئيسية: كيبيك اليسار الليبرالي، إضافة إلى محافظة جنوب الولايات المتحدة والقطاع المعتدل نسبيا يشمل إلى حد كبير ما تبقى من البلدين.
الوصف:
وجدت الدراسة احصائية اجرتها هيئة الإحصاء الكندي ل عام 2013 أن 'غالبية العظمى' من الكنديين تتشارك في قيم حقوق الإنسان حيث ان (92 في المائة من اتفقوا على انها قيمة كندية مشتركة) وحترام القانون (92 في المائة) والمساواة بين الجنسين (91 في المائة). وكان هناك أيضا قدر كبير من الاتفاق بين الكنديين على التنوع العرقي والثقافي والازدواجية اللغوية، واحترام ثقافة السكان الأصليين حيث انها أيضا القيم الكندية مشتركة.
وفقا للمؤشر الكندي للرفاهية في جامعة واترلو، ان القيم الكندية تشمل ما يلي:
• العدالة
• الاندماج
• الديمقراطية
• الأمن الاقتصادي
• السلامة
• الاستدامة
• التنوع
• المساواة
• الصحة
و حددت دراسة استقصائية لمنتدى المواطن حول مستقبل كندا، عام 1991 القيم التالية:
• المساواة والعدالة
• التشاور والحوار
• الإقامة والتسامح
• التنوع
• حب الوطن
• الحرية والسلام والتعبير للاعنفي
الملكية:
مايكل إجناتييف هو الزعيم الليبرالي في 2009-11 وفي عام 2004 مجدت القيم الكندية في ولاء تاريخي للتاج. وأشار حزب المحافظين في عام 2009 إلى دعم الملكية كقيمة كندية جوهرية.
تشكيل السياسة الخارجية:
كان جون ديفينبيكر، رئيس الوزراء من 1957 إلى 1963 حيث كان  مترددًا في استخدام القيم الكندية كمعيار لاتخاذ قرار بشأن السياسات الخارجية وكان جيسون زورباس يجادل  بأن انتهاكات حقوق الإنسان في الأرجنتين والبرازيل لم تؤثر على العلاقات مع تلك البلدان. لكن خليفته، ليستر بيرسون، رئيس الوزراء الليبرالي (1963-1968)، دعا في عام 1967 إلى سياسة خارجية تستند إلى الاعتبارات الكندية والقيم الكندية والمصالح الكندية تحت قيادة المحافظ براين ملروني، رئيس الوزراء 1984-1993، وفقا للباحث إدوارد أكوفو:
شهدت السياسة الخارجية الكندية دمج لقضايا التنمية والأمن وجدول أعمال السياسة الخارجية عندما شاركت كندا في مشاريع التنمية وكذلك في عمليات حفظ السلام ومبادرات مالروني السياسية   التي كانت كانت منعطفا حاسماً لتجديد كندا والهوية المعنوية بعد الحرب الباردة...  حيث يتطابق مفهوم الهوية الأخلاقية الكندية مع ما يسميه الآخرون «وسم كندا» في الساحة الدولية من خلال إسقاط القيم والثقافة الكندية.
و أظهر جان كريتيان، رئيس الوزراء الليبرالي (1993-2003) اهتماما قليلا في السياسة الخارجية. كان  يجادل كل من السياسيين باتريك جيمس، ونيلسون ميشود ومارك أوريلي بأن «هذا السياسي الذي يتحدث بشكل عادي بنى مهنته في الدفاع عن القيم الكندية التقليدية وتعزيز سياسات الطبقة المتوسطة».
المساواة والمساواة الاجتماعية والسلام:
بينما زعم السياسيون الليبراليون والمحافظون أنهم يمثلون القيم الكندية، كذلك  فعل الاشتراكيون والقوى اليسارية. كان  إيان ماكاي يجادل  بأنه، بفضل التأثير السياسي طويل المدى لـ "الثوار والراديكاليون"، والعناصر السياسية اليسارية المتحالفة، فإن "المساواة والمساواة الاجتماعية والسلام غالباً ما يشار إليها ببساطة  إلى القيم الكندية.
التعليم:
كانت المثل التعليمية التاريخية في كندا، على النقيض من الولايات المتحدة  أكثر نخبوية مع التركيز على تدريب النخب السياسية والكنسية على طول الخطوط البريطانية وفي عام 1960  تم تسجيل 9.2 في المئة من الكنديين الذين تتراوح أعمارهم بين 20 إلى 24 في التعليم العالي، مقارنة مع 30.2 في المئة في الولايات المتحدة. حتى في المرحلة الثانوية، كانت معدلات التسجيل أعلى في الولايات المتحدة. وفقًا لاستطلاعات في أواخر الخمسينات من المواطنين والمربين من قبل لورنس داوني:  
حيث خصص الكنديون مجموعة أولوية أعلى بكثير من الأمريكان في المعرفة، والمواقف العلمية والمهارات الإبداعية والتقدير الجمالي، والأخلاق ونتائج التعليم المدرسي. حيث  ركز الأميركيون على النمو البدني، والمواطنة، والوطنية، والمهارات الاجتماعية، وعيش الأسرة أكثر بكثير مما فعل الكنديون.
لطالما شددت الولايات المتحدة على التعليم المهني والتقني والمهني، بينما تقاوم المدارس الكندية إدراجه.  قد استكشف جودسون وإيان  ان  المعركة حول التعليم المهني في لندن، أونتاريو، في عصر 1900-1930، وهو الوقت الذي توسعت فيه  المدن الأمريكية توسعا سريعا  في العروض المهنية الخاصة بهم. وتعرضت المدرسة الثانوية التقنية والتجارية في لندن لهجوم شديد من نخبة المدينة الاجتماعية والتجارية في المدينة، والتي اعتبرت المدرسة بمثابة تهديد لميزانية المدرسة الثانوية الأكاديمية الوحيدة في المدينة، وهي معهد لندن كوليجيت.
الجامعات الحكومية:
معظم المؤسسات ما بعد الثانوية في كندا هي  جامعات عامة مما يعني أنها ممولة من قبل حكومة   وولكنها ليست مملوآة من قبل المحافظات. في المقابل، فإن الجامعات الحكومية في الولايات المتحدة تملكها وتسيطر عليها حكومات الولايات، وهناك العديد من الجامعات الخاصة، بما في ذلك مدارس مثل هارفارد وييل وبرينستون وشيكاغو وستانفورد.
الميثاق الكندي للحقوق والحريات:
اعتمد الميثاق الكندي للحقوق والحريات، الذي  عمله رئيس الوزراء بيير ترودو  في عام 1982. ويضمن الميثاق حقوقًا سياسية معينة للمواطنين الكنديين والحقوق المدنية لكل فرد في كندا من سياسات وأعمال جميع المجالات والمستويات الحكومية وهي مصممة لتوحيد الكنديين حول مجموعة من المبادئ التي تجسد تلك الحقوق. حتى قبل أن يدخل السياسة، طوّر ترودو مفهومه للميثاق في المقام الأول كتعبير عن القيم الكندية المشتركة وقال أيضا  أنه بفضل الميثاق، يمكن الآن تعريف كندا نفسها:
كندا هي مجتمع يتساوى فيه جميع الناس وحيث انهم  يتقاسمون بعض القيم الأساسية القائمة على الحرية. ولقد دفعني البحث عن هذه الهوية الكندية  إلى الإصرار على الميثاق بقدر ما كانت وجهات نظري الفلسفية.  
التعددية الثقافية:
وقد أدى التنوع العرقي الهائل لسكان كندا في العقود الأخيرة إلى التركيز على " التعددية الثقافية ". يقول عالم الاجتماع N.M إن مبادئ هذا المفهوم سمحت وبصورة مدهشة للصيانة الخاصة للقيم العرقية مع الإصرار في نفس الوقت على الحد الأدنى من الالتزام العام بالسلوك الكندي والقيم الكندية." ونتيجة لذلك، من المرجح أن يحافظ المهاجرون إلى كندا على قيم ومواقف كل من البيت والثقافة المضيفة، مقارنة بالمهاجرين المماثلين إلى أستراليا أو المملكة المتحدة أو الولايات المتحدة.
يجادل أندرو غريفيث بأن 89٪ من الكنديين يعتقدون أن الكنديين المولودين في الخارج هم من المرجح أن يكونوا مواطنين صالحين مثل هؤلاء الذين ولدوا في كندا. لكن الكنديين ينظرون بوضوح إلى التعددية الثقافية بشكل متكامل مع توقع أن القادمين الجدد سوف يبنوا  القيم والمواقف الكندية . ويضيف غريفيث: "لا توجد فعليًا فروق بين الكندي والأجنبي فيما يتعلق بالاتفاق على الالتزام بالقيم الكندية (70٪ و 68٪ على التوالي.
المساواة بين الجنسين ودور المرأة :
في عام 2016 كان معدل مشاركة القوة العاملة للنساء الكنديات 70.2٪ والذكور 78.4٪ .
حيث يعتقد البعض أن Elsie MacGill حددت القيم الكندية لأنها كانت رائدة للنساء في الهندسة والأعمال وبطل ونموذجا يحتذى به.
تحظر المادة 15 من الميثاق الكندي للحقوق والحريات التمييز على أساس الجنس.
نقلاً عن القيم الكندية، رفضت المحاكم الكندية تأكيدات بأن العنف ضد المرأة مقبول في بعض الظروف بسبب المعتقدات الدينية والثقافية. في قضية R.V، قال القاضي روثرفورد من محكمة أونتاريو العليا:
قد يبدو قتل الزوجة مقيتًا بشكل خاص لنسيجنا الكندي عندما تكون الاعتبارات الثقافية التي تتعارض مع قيمنا الكندية في مكان بارز. ومع ذلك، يجب ألا يغيب عن اذهاننا هنا أن محكمة الاستئناف لم تجد «أي وجود من الواقع» لادعاء مقدم الطلب بأن المعتقدات الدينية والثقافية أدت إلى استفزاز شديد بسبب ما قالته زوجته له.
القطاعات العامة الممولة من الرعاية الصحية:
غالباً ما يعتبر الكنديون الوصول العالمي للخدمات الصحية الممولة من القطاع العام قيمة جوهرية تضمن تأمين الرعاية الصحية الوطنية للجميع أينما كانوا يعيشون في البلد .وقد أظهرت الأبحاث المسحية في التسعينيات ما يلي:
عندما سئل  واحدا من كل ثلاثة منددين تطوعوا أن  «ما الذي يجعلك أكثر فخراً بكندا؟»  كانت الإجابة «نظامنا للرعاية الصحية.» وعندما سئل بطريقة  عكسية من سيناريو الرعاية الصحية الأمريكي، «هل تؤيد الاتحاد السياسي مع الولايات المتحدة ؟ إذ كان ذلك يعني نظام رعاية صحية خاص؟» كان الرد  «لا».
قضية الهمجية الممارسات الثقافية:
سميت بعض الممارسات الثقافية «البربرية» والتي  تمت بشكل غير قانوني في عام 2015، عندما تم إصدار قانون عدم التسامح عن الممارسات الثقافية البربرية من قبل الحكومة الفيدرالية الكندية.
حيث ان في الانتخابات العامة عام 2015، قام المحافظون بنصب سياستهم "كمسألة تتعلق بالقيم الكندية ووسع المحافظون القضية، وأعلنوا خط ساخن مقترن للشرطة الكندية يسمح للكنديين بالإبلاغ عن وجود ممارسات ثقافية بربرية في البلاد. وشملت هذه الممارسات المستهدفة تعدد الزوجات، والزواج القسري والزواج المبكر (أي زواج الأطفال).
و ان قانون عام 2015 يجرم سلوكًا معينًا يتعلق بزواج الزواج المبكر والقسري، بما في ذلك فعل إزالة طفل من كندا لأغراض مثل هذه الزيجات.
نصب تذكاري لضحايا الشيوعية - كندا  أرض الملجأ:
يقع النصب التذكاري لضحايا الشيوعية - كندا  أرض الملجأفي أوتاوا. تم بناؤها لجلب معاناة ملايين الضحايا الشيوعية في وعي الجمهور. وفر العديد من الضحايا إلى كندا "سعيا وراء السلام والنظام والديمقراطية والحرية. ومن المتوقع اكتمال النصب التذكاري في عام 2018.
ووفقاً للسيدة ميلاني جولي، وزيرة التراث الكندي، فإن الآثار التذكارية تلعب دوراً رئيسياً في إظهار شخصية الكنديين وهويتهم وتاريخهم وقيمهم". واشتكت من أن حكومة هاربر السابقة جعلت المشروع مثيرًا للجدل. حيث نقلت موقع  حكومتها الليبرالية الجديدة وخفضت ميزانيتها.
فرز المهاجرين للقيم المناهضة:
اقترح السادة الكنديون رفض المهاجرين الذين لديهم قيم معادية للكندية مثل:
عدم التسامح اتجاه الأديان والثقافات والأجناس والتوجهات الجنسية الأخرى التردد في اعتناق الحريات الكندية.
كيلي ليتش، المرشحة لمنصب مرشح القيادة في حزب المحافظين الكندي، والتي كانت من مؤيدي هذا النوع .
في عام 2016، وجد استطلاع الرأي العام  أن 54 في المائة من الكنديين يوافقون على أن «هناك الكثير من المهاجرين القادمين إلى هذا البلد الذين لا يعتمدون القيم الكندية».
مقاطعة كيبيك:
ميثاق اللغة الفرنسية 101 :
ميثاق اللغة الفرنسية ان التشريعات كيبيك هي التي  جعلت الفرنسية اللغة الرسمية في كيبيك. ومن بين أمور أخرى، يتطلب الميثاق:
جميع الوثائق الحكومية الإدارية التي سيتم صياغتها ونشرها بالفرنسية.
لغة التدريس من رياض الأطفال إلى المدرسة الثانوية تكون فرنسية.
قيم ميثاق كيبيك:
و ميثاق كيبيك من القيم هو التشريع الذي اقترح في المجلس التشريعي كيبيك في عام 2013 ولكن الذي لم تسن قانونا. سيحظر على موظفي القطاع العام ارتداء رموز دينية واضحة. تنص المادة 5 في الفصل الثاني على ما يلي:
أثناء  ممارسة وظائفهم، يجب على الأفراد العاملين في الهيئات العامة عدم ارتداء أشياء مثل القبعات أو الملابس أو المجوهرات أو غيرها من الزينة التي تشير بوضوح إلى الانتماء الديني.
كان جاستين ترودو بطلاً في "الميثاق الكندي للحقوق والحريات"؛ حيث انه عارض "ميثاق كيبيك للقيم". وقال: "منع شخص ما من ارتداء الحجاب أو الكبة غير متوافق مع قيم كيبيك والكندية.
مجتمع متميز :
تضمنت التغييرات المقترحة على الدستور الكندي إضافة عبارة «مجتمع متميز» إلى القانون الدستوري لعام 1867للاعتراف بتفرد كيبيك مقارنة ببقية كندا.
الجدل:
  إن تحديد القيم الكندية يمثل مشكلة إذا كان الهدف هو تحديد القيم التي يتم الاحتفاظ بها عالميا.
وفقا لمراسل هيئة الإذاعة الكندية نيل ماكدونالد، هناك «مفاهيم قليلة ثمينة يمكن وصفها بدقة على أنها قيم كندية عالمية.»
وبحسب الصحفي ليسيان غانيون، فإن الكنديين «لا يشتركون في القيم المشتركة». وتلاحظ أنه في حين أن العديد من الأفكار - مثل الرعاية الطبية، وثنائية اللغة، والتعددية الثقافية - توصف أحيانًا بالقيم الكندية، فإن العديد من الكنديين يعارضون كل أو بعض هذه الأفكار.
جادل عالم الاجتماع الكندي فيك ساتزفيتش بأن «التوصل إلى مجموعة عالمية من قيم أمتنا سيكون مستحيلاً».
وقام معهد القيم الكندية برعاية إعلانات ضد تدريس بعض موضوعات التربية الجنسية في المناهج الدراسية في أونتاريو والتمييز ضد المتحول جنسياً، والمتحولين جنسياً، وحاملي صفات الجنسين. كانت الإعلانات مثيرة للجدل وتوقفت بسرعة.
القومية والتأثير السلبي المحتمل على السياسة الخارجية :
لقد سأل العلماء ما إذا كانت القيم المشتركة تدعم الهوية الوطنية. حيث ربط دينيس ستيرز مفهوم القيم الكندية بالقومية . وقد ذكر  أستاذ مكلوش في العلوم السياسية في جامعة دالهوزي، أن هناك بالفعل اعتقاد واسع النطاق في وجود القيم الكندية، لكنه يقول إن الاعتقاد يمكن أن يكون في حد ذاته ضارًا. يدعي أنه:
الكنديون عادةً لا يفكرون في أنفسهم كما ليس آخرون، ولكنهم متفوقون أخلاقياً. ويعتقدون، على وجه الخصوص، أنهم ينتمون إلى مجموعة مميزة من القيم -القيم الكندية - وأن تلك القيم خاصة بمعنى كونها فاضلة بشكل غير عادي. أحد التأثيرات البارزة لهذا الاعتقاد هو أنه وضعهم في خطر جسيم من سوء فهم الأصول الحقيقية لسلوكهم، من جهة، وإلحاق ضرر كبير بفعالية دبلوماسيتهم، سواء في الجوار أو في الخارج، من جهة أخرى. .
كما يجادل بأن «الفوترة الأولى عادة ما يتم تقديمها في القوائم المستلمة من القيم الكندية إلى» التعددية الثقافية «... كوسيلة لتحدي مقار القومية في كيبيك.»